# Sirdal
Sirdal este o comună din provincia Agder, Norvegia.
Se află cu cel mai înalt punct în Urdalsknuten[*], la 1.434 m. Are o suprafață de 1.554,29 km². Populația este de 1.837 locuitori, determinată în 1 ianuarie 2023, prin Folkeregisteret[*].